# Teledromas
Teledromas is een geslacht van zangvogels uit de familie tapaculo's (Rhinocryptidae).

## Soorten
Het geslacht kent de volgende soort:
- Teledromas fuscus – Bruine gallito